# انسان (فیلم ۱۹۷۱)
«انسان» (انگلیسی: Human (1971 film)) یک فیلم است که در سال ۱۹۷۱ منتشر شد.